# Capo Baba
Capo Baba (in turco Bababurnu, in greco antico Λεκτόν Lektón "parola", in latino Lectum), è il punto più occidentale della penisola anatolica, in Turchia, e come tale anche il limite estremo occidentale del continente asiatico. Il capo, che in epoca classica era noto come Lectum, è segnalato da un faro.